# سوخوي سو-15 (1949)
سوخوي سو-15  (بالإنجليزية: Sukhoi Su-15)‏ هي طائرة اعتراضية سوفيتية من تصميم سوخوي. كان أول طيران لها في 11 يناير 1949. استخدم الاسم لاحقًا من أجل طائرة مختلفة تمامًا هي سوخوي سو-15 التي ظهرت في الستينيات.